# أوغست أدريان بول
أوغست أدريان بول (1878-1955) (بالإنجليزية: August Adriaan Pulle) هو عالم نبات هولندي.